# Ludwig Forrer
Johann Ludwig Forrer (más conocido como Ludwig Forrer; Islikon, 9 de febrero de 1845 — Berna, 28 de septiembre de 1921) fue un abogado y político suizo, miembro del Partido Radical Democrático (PRD).
Fue miembro del Consejo Cantonal de Zúrich entre 1870 y 1900 y miembro del Consejo Nacional (con una interrupción) entre 1875 y 1900.  Se retiró temporalmente de la política después de que en un referéndum nacional fuera rechazada una ley sobre el seguro de accidentes y enfermedad, la denominada «Ley Forrer», en la que había tenido una notable influencia. 
En diciembre de 1902 fue elegido Consejero Federal. Su mandato, de catorce años de duración, se caracterizó por los cambios de departamento: hasta su dimisión, a finales de 1917, estuvo al frente de seis departamentos diferentes y fue Presidente de la Confederación en dos ocasiones (1906 y 1912). En 1913 impulsó la ratificación del controvertido Tratado de San Gotardo, relativo a la regulación del tráfico ferroviario transalpino a través del túnel homónimo, y que contó con una gran oposición.

## Biografía

### Familia, estudios y carrera
Su padre, que también se llamaba Ludwig, era propietario de un taller mecánico en la localidad de Islikon (actualmente perteneciente al municipio de Gachnang), en el cantón de Turgovia. Se quedó medio huérfano a la edad de cinco años, tras morir su padre. Su madre tuvo que ocuparse sola de él y de sus tres hermanos en condiciones muy modestas. Forrer cursó estudios secundarios en Rickenbach y posteriormente asistió a la Escuela Cantonal de Frauenfeld, donde en noviembre de 1862 cofundó la fraternidad estudiantil Thurgovia. En 1863 comenzó los estudios de Derecho en la Universidad de Zúrich, época en la que formó parte de la asociación Zofingia. En 1867 interrumpió sus estudios para trabajar como teniente en la Policía Cantonal de Zúrich.
En 1870, tras terminar la carrera, comenzó a trabajar como fiscal. En 1873, abrió su propio bufete de abogados en Winterthur. En 1891 defendió a los revolucionarios liberales del Tesino, que un año antes habían intentado derrocar al gobierno conservador del cantón. Se casó con Johanna Regula Dändliker, con la que tuvo cinco hijas y un hijo. Su hija Elsa se casó con el escritor Jakob Bosshart.

### Política cantonal y nacional
En 1867 se unió al movimiento democrático y pronto se convirtió en una de las figuras más destacadas de la École de Winterthour, que abogaba por la ampliación de los derechos de los ciudadanos y la intervención del Estado en la esfera social. Entre 1868 y 1869, fue primer secretario del Consejo Constitucional, órgano que redactó una nueva constitución para el cantón de Zúrich gracias a la cual se materializaron numerosas reivindicaciones de los demócratas. En 1870 fue elegido diputado del Consejo Cantonal, en el que permaneció 30 años. Fue uno de los miembros más influyentes de los demócratas y presidió el Consejo en cuatro ocasiones: 1875, 1879, 1884 y 1898/99. Recibió el apodo de «León de Winterthur» por su compromiso con el desarrollo democrático y social del Estado.
Forrer fue elegido diputado en las elecciones federales de 1875 y representó a la circunscripción de Zúrich-Norte en el Consejo Nacional. Tres años más tarde decidió no presentarse como candidato, pero en 1881 fue de nuevo elegido por la circunscripción de Zúrich-Este. En 1887 presentó una moción a favor de la unificación del derecho penal suizo, una reivindicación que no se materializaría plenamente hasta 1942, año en que entró en vigor el Código Penal. En 1893 presidió el Consejo Nacional. En 1894 fue uno de los miembros fundadores del Partido Radical Democrático (PRD), formado por liberales y demócratas radicales. Pese a que continuó apoyando la ampliación de los derechos ciudadanos (por ejemplo, la elección popular del Consejo Federal), se posicionó claramente en contra del sistema de representación proporcional.
En la década de 1890 se consagró a la puesta en marcha de un seguro de enfermedad y accidentes basado en el modelo alemán. Su propuesta preveía la creación de una institución estatal de seguros de accidentes, cajas públicas de seguros de enfermedad y compañías privadas de seguros de enfermedad y un seguro obligatorio para los trabajadores por cuenta ajena, así como la cobertura garantizada de los gastos médicos y compensaciones por la pérdida de ingresos. La denominada «Ley Forrer» encontró resistencias en la Suiza francófona y entre los políticos socialcatólicos, que promovieron la celebración de un referéndum. La votación se celebró el 20 de mayo de 1900 y se saldó con una estrepitosa derrota: apenas el 30,2% de los votantes y un solo cantón respaldaron la ley federal. Únicamente lograron aprobarse, dos años después, los artículos menos controvertidos, relativos al seguro militar. La decepción de Forrer fue tal que dimitió de todos sus cargos políticos. El Consejo Federal le nombró director de la Oficina Central de Transportes Internacionales por Ferrocarril (OCTI) de Berna. En esta etapa llevó una vida privada muy discreta.
A raíz de la repentina muerte del Consejero Federal Walter Hauser el 22 de octubre de 1902, numerosos compañeros de partido instaron a Forrer a que se presentara como candidato. Su amigo Eduard Müller le escribió: «Languidecerás [...] en un cargo internacional. Un luchador nato como tú debe estar en la lucha». Finalmente, tras varias semanas de indecisión, aceptó. En las elecciones al Consejo Federal del 11 de diciembre de 1902, obtuvo 113 de los 199 votos válidos en la primera ronda, por lo que resultó elegido. Los diputados del Consejo de los Estados Eduard Blumer (Glaris) y Paul Emil Usteri (Zúrich) recibieron 70 y 10 votos, respectivamente.

#### Consejero Federal

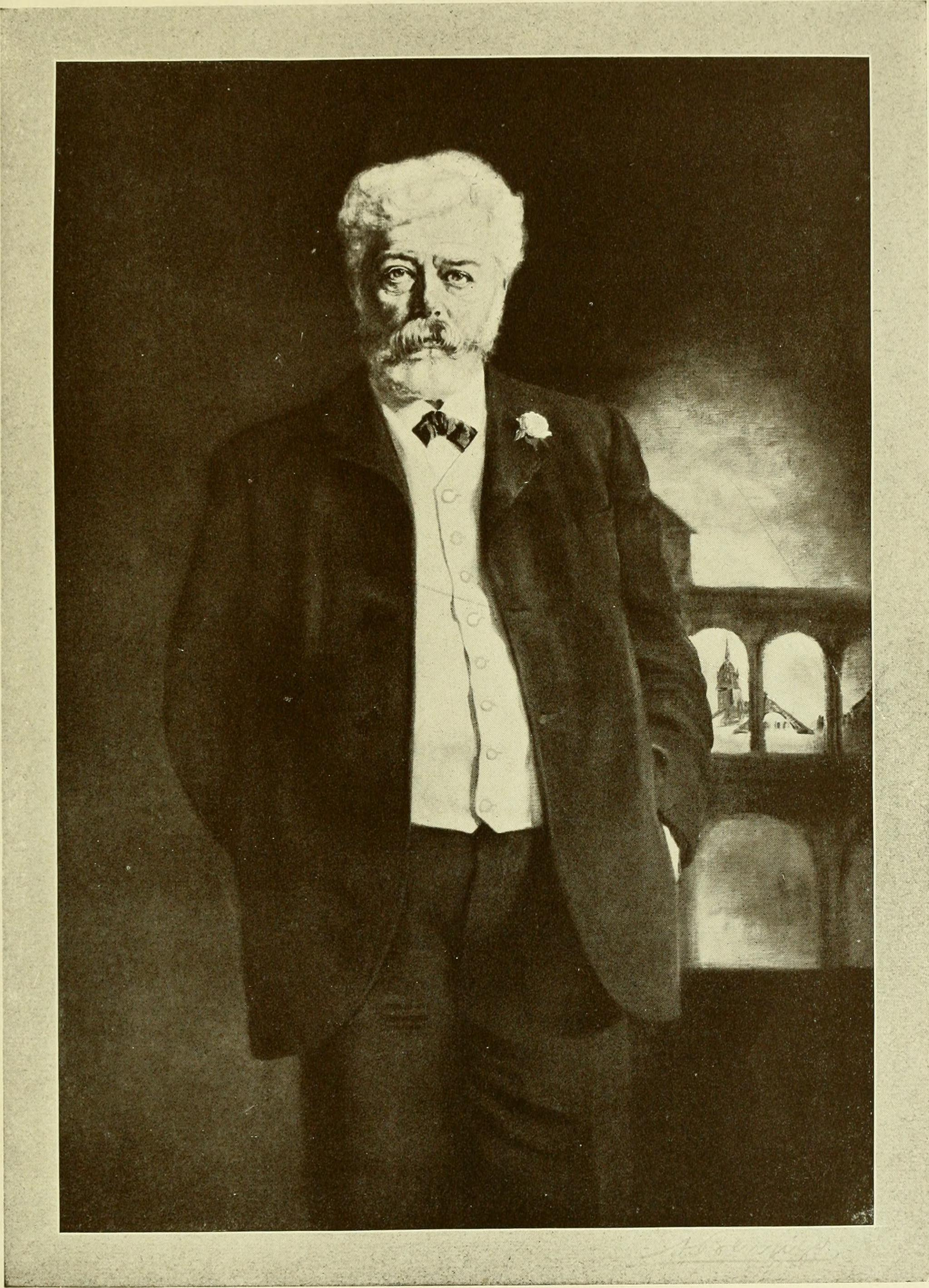
Retrato del Presidente Federal Ludwig Forrer, realizado por August Benziger en su estudio de Brunnen (Suiza).

Forrer, que carecía de experiencia de gestión a nivel cantonal o municipal, tomó posesión de su cargo el 1 de enero de 1903. A lo largo de los 14 años siguientes encabezó todos los departamentos, a excepción del de Finanzas. En primer lugar, dirigió el Departamento de Comercio, Industria y Agricultura, donde se ocupó sobre todo de la renovación de los acuerdos comerciales. Entre 1904 y 1905 estuvo al frente del Departamento del Interior, donde contribuyó de forma decisiva a la ampliación y reorganización de la Escuela Politécnica Federal. Bajo su dirección se fundó en 1905 la Fundación Suiza Schiller. En 1906, desempeñó por primera vez el cargo de Presidente de la Confederación, que en aquella época implicaba automáticamente la jefatura del Departamento Político por período de un año. Sin embargo, la política exterior no le interesaba demasiado y los eventos diplomáticos le aburrían. El acontecimiento más destacado de este año presidencial fue la inauguración del túnel del Simplon. En 1907 se trasladó al Departamento Militar por espacio de un año, en 1908 pasó al Departamento de Correos y Ferrocarriles, donde permaneció algunos meses, y posteriormente entró en el Departamento de Justicia y Policía.
No fue hasta que Forrer se hizo cargo del Departamento de Correos y Ferrocarriles por segunda vez, en agosto de 1908, cuando pudo empezar a dejar su impronta. Su labor estuvo marcada por múltiples retos de carácter técnico, como la perforación de un segundo túnel en el Simplon y la construcción de nuevas vías de acceso, la reorganización de los Ferrocarriles Federales Suizos (FFS) y la electrificación de su red ferroviaria, así como el estudio de una nueva ruta de tránsito alpino a través del paso del Spluga. Sin embargo, la cuestión más relevante fue la negociación del controvertido Tratado de San Gotardo: en la década de 1870, el Reich alemán y el Reino de Italia habían contribuido financieramente a la construcción del Ferrocarril de San Gotardo. El plan de Forrer era recomprarlo e integrarlo en los FFS, mientras que los dos estados vecinos recibirían, a cambio de renunciar a participar en el capital y los beneficios de explotación, unas concesiones arancelarias equivalentes a la cláusula de la nación más favorecida en las líneas ferroviarias destinadas al tráfico de tránsito. La firma del acuerdo generó un amplio movimiento de protesta. Forrer tuvo que soportar todo tipo de insultos e incluso fue acusado de traición por parte de sus adversarios políticos.

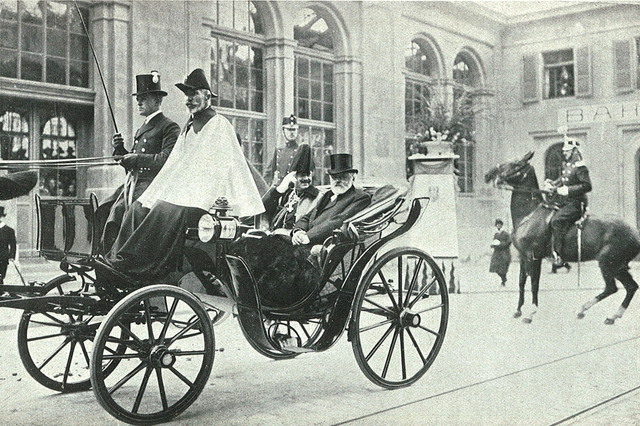
Guillermo II saludando, junto al Presidente Ludwig Forrer, a su llegada a Berna el 6 de septiembre de 1912.

En 1912 fue nombrado por segunda vez Presidente Federal y Ministro de Asuntos Exteriores. El 4 de febrero se aprobó en referéndum una Ley revisada del Seguro de Enfermedad y Accidentes que introducía importantes cambios con respecto al proyecto de 1900. Solamente se preveía un seguro de accidentes obligatorio y gestionado de manera centralizada, en tanto que se descartaba el seguro obligatorio de enfermedad. Aunque Forrer no había participado activamente en la redacción de la ley, sí se implicó en la campaña. La ley fue aprobada por un estrecho margen del 54,6% y un grado de apoyo muy dispar entre los distintos cantones. El acontecimiento más destacado de su año presidencial fue la visita de Estado del emperador alemán Guillermo II a Suiza en el mes de septiembre. Forrer concedió gran importancia a la necesidad de hacer patente la igualdad de derechos del pequeño Estado democrático ante el poderoso emperador.
Forrer volvió a dirigir el Departamento de Ferrocarriles en 1913. Su colega Edmund Schulthess fue el encargado de ratificar el Tratado de San Gotardo en abril de aquel año. Si bien seguía habiendo una fuerte oposición fuera del Parlamento, en aquella época el pueblo sólo podía expresar su parecer sobre los tratados estatales por medio de peticiones. Una comisión impulsó una iniciativa popular para que los tratados internacionales se sometieran a un referéndum facultativo. Esta iniciativa, que no se votó hasta nueve años después, fue aprobada por una clara mayoría. Desde la firma del Tratado de San Gotardo y la visita del emperador, en los círculos de izquierda y en la Suiza francófona se llegó a instalar una imagen errónea de Forrer como una figura decididamente proalemana, a pesar de que, en tanto que demócrata convencido, no profesaba ninguna simpatía por las monarquías. Durante la Primera Guerra Mundial, tanto el servicio postal como el ferroviario se vieron afectados por graves problemas organizativos y financieros. El transporte ferroviario sufrió restricciones por la escasez de importaciones de carbón y el proyecto de electrificación de la red ferroviaria tuvo que aplazarse por tiempo indefinido.

### Últimos años y muerte

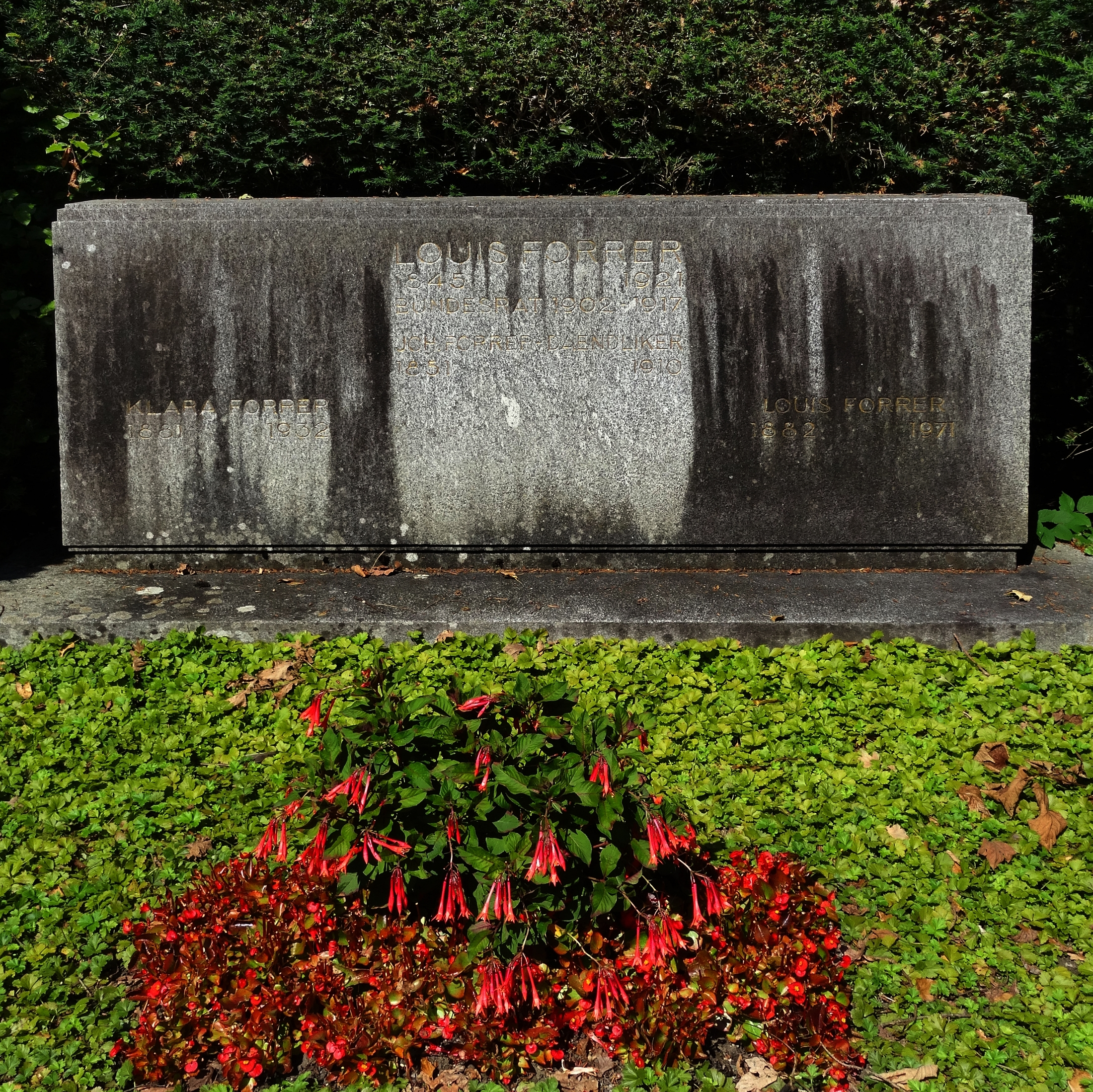
Tumba de Ludwig Forrer en el cementerio de Rosenberg, en Winterthur.

Forrer quiso volver a presentarse como candidato a Consejero Federal a finales de 1917, pero su intención era la de permanecer en el cargo sólo hasta el final de la guerra. Sin embargo, la inesperada dimisión de Arthur Hoffmann en junio de 1917 frustró sus planes. De acuerdo con el principio de rotación, debería haber asumido el cargo de Vicepresidente en 1918, pero Gustave Ador también lo reclamó para sí. Al principio, Forrer se mostró reacio a cederlo, pues no tenía derecho a pensión y necesitaba ocupar un puesto adecuadamente remunerado. Por ello, pidió a su antiguo compañero de Zofingia que le tuviera en cuenta a la hora de cubrir la próxima vacante en la Oficina Central de Transportes Internacionales por Ferrocarril. Ador accedió y, a cambio, Forrer dimitió el 31 de diciembre de 1917. Volvió al puesto de Director que ya había ocupado de 1900 a 1902 y, a partir de entonces, se mantuvo prácticamente al margen de la vida política. En 1920 fue uno de los fundadores de la Sociedad para la Publicación de las Revistas Mensuales Suizas de Política y Cultura (Genossenschaft zur Herausgabe der Schweizerischen Monatshefte für Politik und Kultur).
Murió en Berna el 28 de septiembre de 1921 a la edad de 76 años. Sus restos mortales reposan en el cementerio de Rosenberg, en Winterthur.